# Thonnelle
Thonnelle település Franciaországban, Meuse megyében. Lakosainak száma 115 fő (2022. január 1.). Thonnelle Avioth, Breux, Chauvency-le-Château, Montmédy, Thonne-le-Thil és Thonne-les-Près községekkel határos.

## Népesség
A település népessége az elmúlt években az alábbi módon változott:
| Lakosok száma | 214  | 150  | 124  | 141  | 155  | 157  | 134  | 120  | 118  | 115  |
|               | 1968 | 1982 | 1990 | 2006 | 2013 | 2015 | 2017 | 2019 | 2020 | 2022 |